# مسييه 19

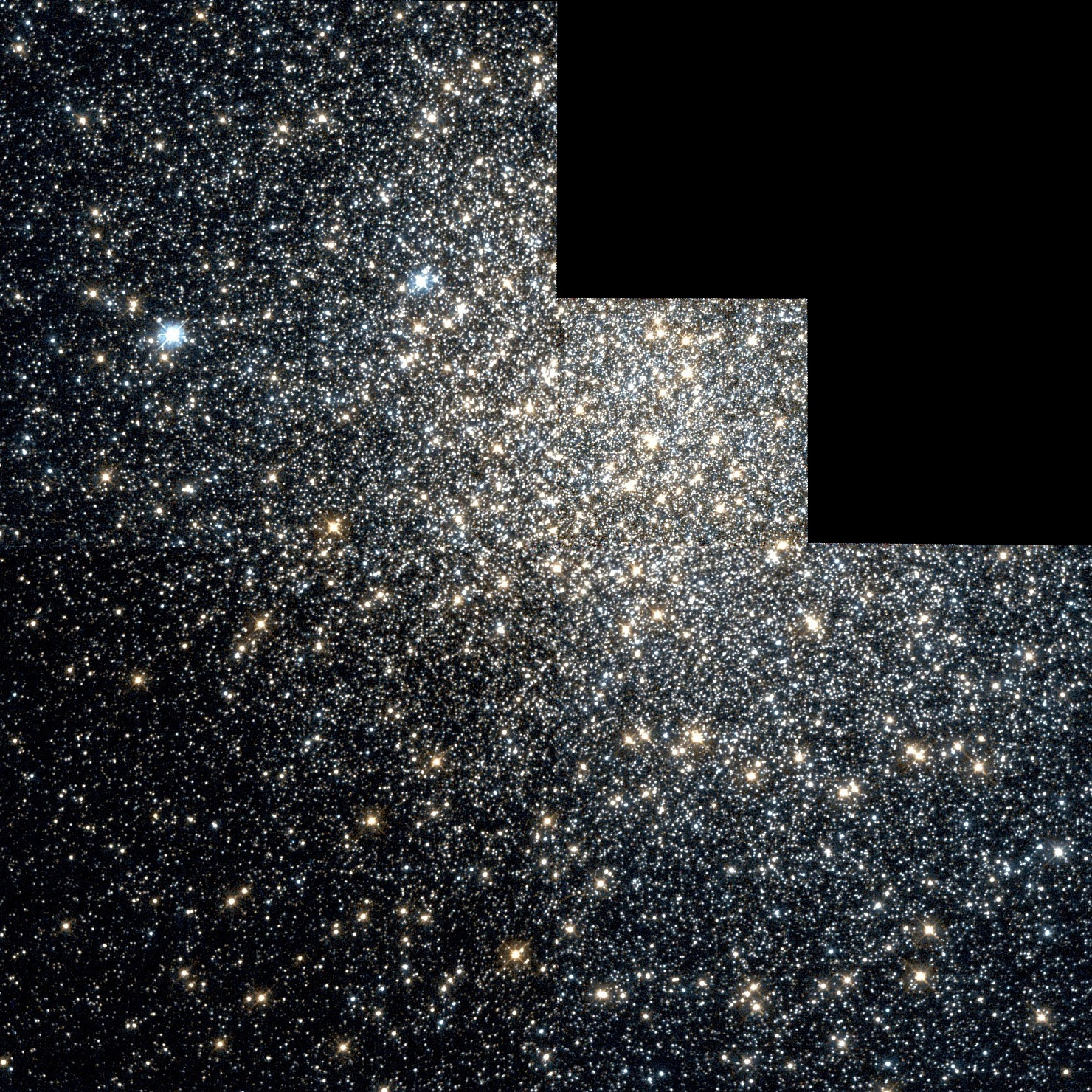

مسييه 19 أو م19 هو عبارة عن تجمع نجمي يقع في كوكبة الحواء أكتشفه شارل مسييه في عام 5 يونيو من عام 1764 وأدرجه في قائمته للأجسام الشبيهة بالمذنبات حيث وصفه بأنه "سديم بلا نجوم".

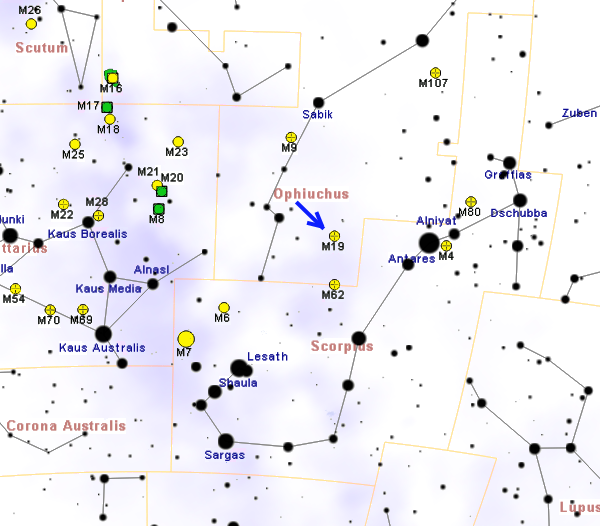
خريطة توضح موقع M19

و يبعد العنقود النجمي مسييه 19 عن المجموعة الشمسية نحو 28,700 سنة ضوئية (8800 فرسخ فلكي) بقدر ظاهري يصل لـ7.47+

## خصائصه
ميسييه 19 هو واحد من أكثر العناقيد النجمية المغلقة المفلطحة المعروفة.و لها شكل ممدود بشكل واضح في اتجاه الشمال و الجنوب. قد لا يعكس المظهر المفلطح الشكل المادي للعنقود بدقة بسبب الغبار و الغاز المتداخل على طول الحافة الشرقية لـ M19. يكون التسطيح أقل وضوحاً في صور الأشعة تحت الحمراء. مسييه 19عبارة عن عنقود كروي مغلق يُصنُف من الفئة الثامنة ، مما يعني أنها تتركز بشكل غير محكم بأتجاه مركز العنقود. و يتميز العنقود بأنه غني و كثيف بالمعادن للغاية ، و تصل مساحنه لـ 17 دقيقة قوسية بقطر ظاهر ، و هو ما يقابل قطراً خطيًا يبلغ طوله 140 سنة ضوئية.يقع العنقود بالقرب من مركز المجرة على مسافة تبلغ حوالي 6500 سنة ضوئية (2000 فرسخ فلكي) ، مما يعني إنه يقع على الجانب الآخر من مركز مجرة درب التبانة من نظامنا الشمسي و يبتعد عنا بسرعة 147 كم / الثانية, و يبلغ عمره حوالي 11.9 مليار سنة. و يحتوي مسييه 19 على عدد من النجوم المتغيرة ، بما في ذلك أربعة نجوم من نوع متغير قيفاوي ، و متغير واحد على الأقل من نوع متغيرات (RR) القيثارة مع فترة نبض معروفة. حيث تحتوي المجموعة على أربعة متغيرات متغيرات (RR) القيثارة المؤكدة. ألمع النجوم في العنقود يبلغ قدره الظاهري حوالي 14 + ، و متوسط الحجم المرئي لألمع 25 نجماً هو 14.8+.

## إمكانية رؤيته
يمكن العثور على مسييه 19 من خلال تتبع هناك جرمين نجميان و هما العنقود النجمي NGC 6293 على بُعد 1.5 درجة إلى الشرق والجنوب الشرقي مسييه 10 و له قدر ظاهري يصل لـ 8.4+ ، و مجرة NGC 6284 لها قدر ظاهري يصل لـ 9.5+ و يمكن العثور عليه على بعد 1.6 درجة إلى الشمال - شمال شرق مسييه 19. يظهر ميسييه 19 كبقعة ضبابية من الضوء في منظار 2 بوصة. حبث ستعرض هذه التلسكوبات العقنود بحجم يبلغ حوالي 6 دقائق قوسية بصرياً و 13.5 دقيقة قوسية للتصوير الفوتوغرافي. الشكل البيضاوي للعنقود واضح حتى في التلسكوبات المناظير الصغيرة. و من ناحية أخرى ، سيكشف تلسكوب ذات 10 بوصات عن النواة اللامعة للعنقود و أفضل وقت في السنة لرؤية العنقود هو أشهر الصيف.

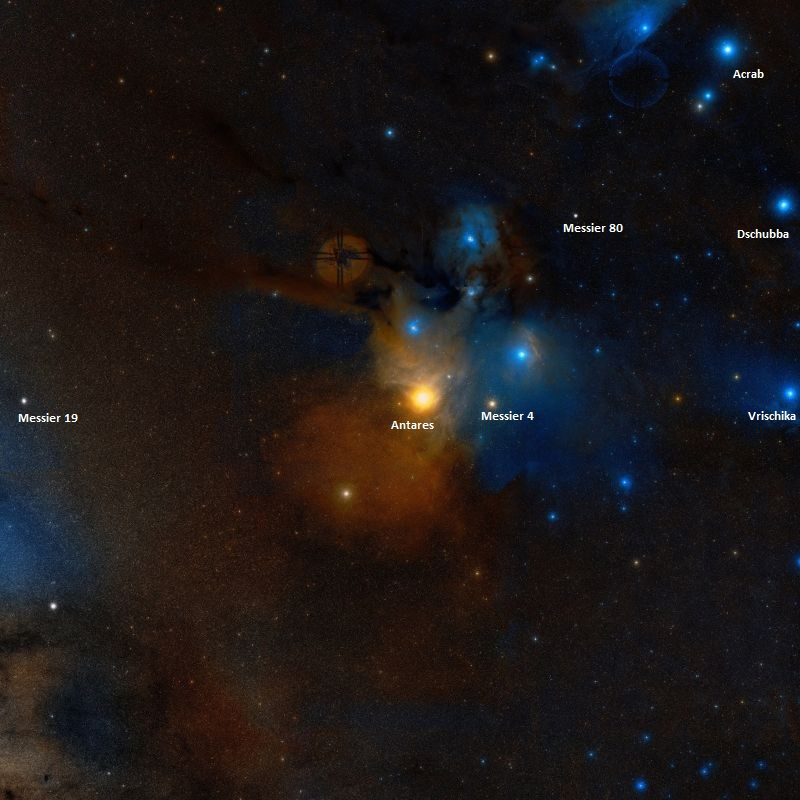
صورة تشمل نجم قلب العقرب ومسييه 19 ومسييه 4 ومسييه 80

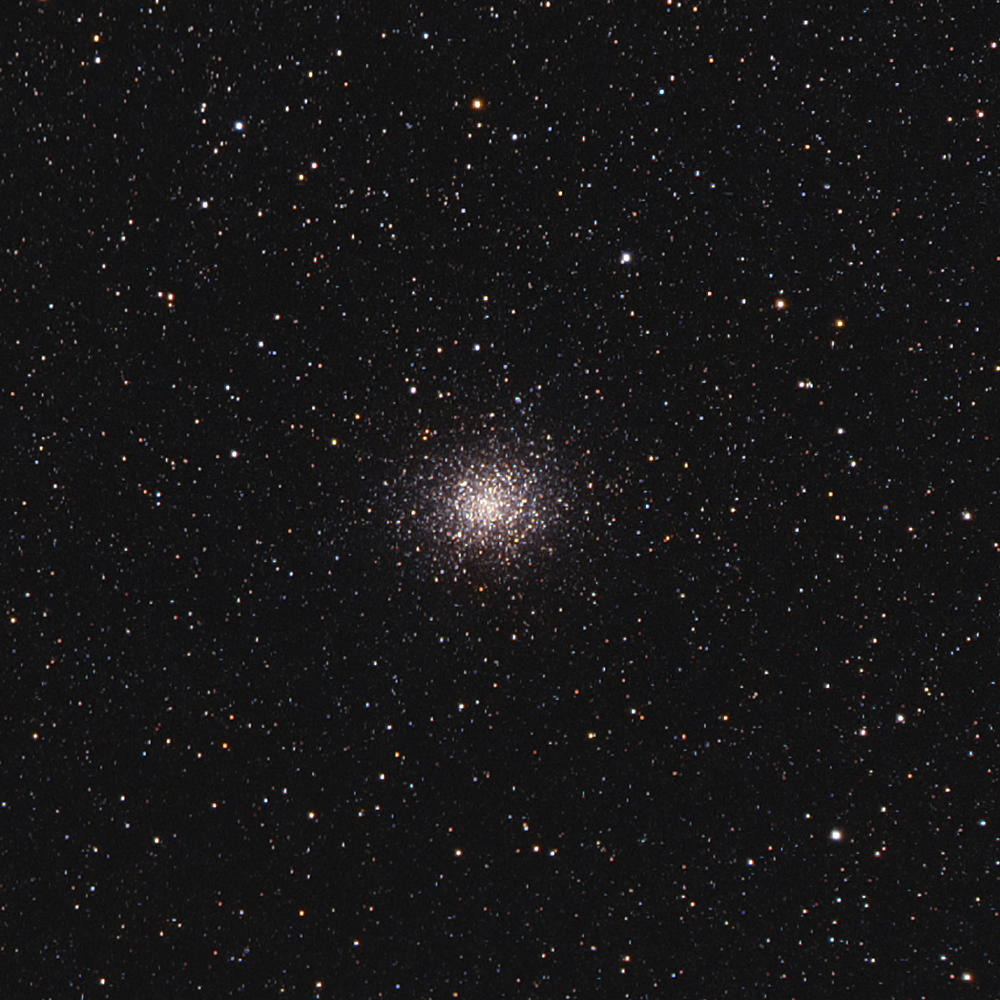
مسييه 19 : صورة التقطها أحد الهواة.

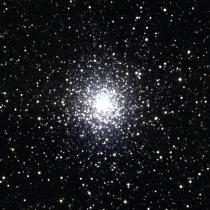
مسييه 19 : صورة للأشعة تحت الحمراء الصادرة منه.

## وصلات خارجية
- موقع الكون في الإنترنت

## اقرأ أيضاً
- نجم
- مجرة
- قزم أبيض
- عملاق أحمر
- الانفجار العظيم
- خط زمني للانفجار العظيم
- نجم نيوتروني
- ثقب أسود
- كويكبات
- علم الفلك للأشعة السينية